# Scopula dresnayi
Scopula dresnayi är en fjärilsart som beskrevs av Lucas 1937. Scopula dresnayi ingår i släktet Scopula och familjen mätare. Inga underarter finns listade.